# Belgische militaire begraafplaats van Champion

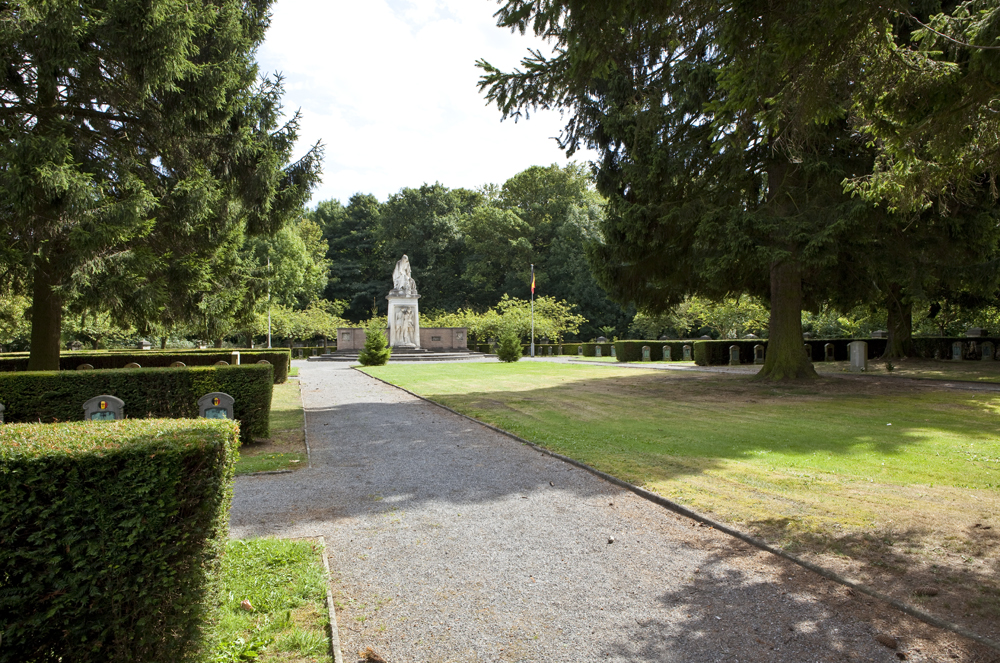
Militaire begraafplaats van Champion

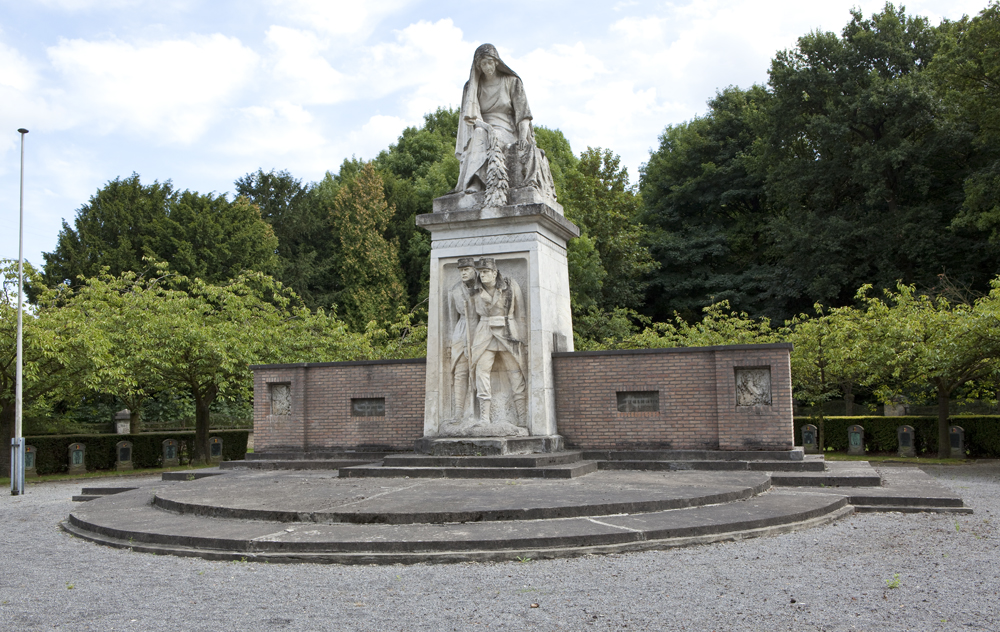
Herdenkingsmonument

De Belgische militaire begraafplaats van Champion is een militaire begraafplaats aan de Rue de Fernelmont in het Belgische dorp Champion.
Deze begraafplaats heeft een oppervlakte van 81 are waarop 491 Belgische graven en 32 Franse graven liggen uit de Eerste Wereldoorlog. Van de 491 Belgische militairen zijn er 178 niet geïdentificeerd. Op de begraafplaats is ook 1 Belgisch graf te vinden uit de Tweede Wereldoorlog. De meeste soldaten die hier liggen zijn omgekomen in de omgeving van het Fort van Marchovelette in augustus 1914.
Vanaf het kerkhof kan de luchtkoker van het fort nog gezien worden. Deze plek is speciaal uitgekozen om die reden.